# Баланген
Ба̀ланген (на норвежки: Ballangen) е малък град и община в Норвегия. Разположен е в Северна Норвегия, на южния бряг на фиорда Уфотфьор във фюлке Норлан. Той е главен административен център на едноименната община Баланген. На 30 km северно от Баланген се намира административният център на фюлке Норлан град Нарвик, до който се пътува по главен път Е06. Населението на града и общината е 2623 жители по данни от преброяването през 2009 г.

## Личности
Родени
- Ани-Фрид Люнгста (р.1945), норвежка поппевица

## Побратимени градове
- Тосно, Русия